# Зеках
Зеках (њем. Seckach) општина је у њемачкој савезној држави Баден-Виртемберг. Једно је од 27 општинских средишта округа Некар-Оденвалд. Према процјени из 2010. у општини је живјело 4.394 становника. Посједује регионалну шифру (AGS) 8225091.

## Географски и демографски подаци
Зеках се налази у савезној држави Баден-Виртемберг у округу Некар-Оденвалд. Општина се налази на надморској висини од 300 метара. Површина општине износи 27,8 km². У самом мјесту је, према процјени из 2010. године, живјело 4.394 становника. Просјечна густина становништва износи 158 становника/km².